# Leonhard Wüchner
Leonhard Wüchner (* 15. März 1895 in Kerzenheim; † 5. Mai 1945 im Kriegsgefangenenlager A-3 bei Bad Kreuznach) war ein deutscher Politiker (NSDAP).

## Leben und Wirken
Wüchner wurde als außerehelicher Sohn der ledigen Näherin Luise Rittersbacher geboren, deren Namen er zunächst trug. Im Januar 1911 erteilte der Maurer Wilhelm Wüchner, den seine Mutter zwischenzeitlich geheiratet hatte, ihm durch eine Erklärung gegenüber dem königlichen Bezirksamt Germersheim seinen Namen.
Nach dem Besuch der Volksschule erlernte Wüchner das Maurerhandwerk. Ab dem 1. November 1914 nahm er als Kriegsfreiwilliger am Ersten Weltkrieg teil.
In den späten 1920er Jahren wurde Wüchner Mitglied der NSDAP. Ab dem 15. März 1931 war er Ortsgruppenleiter, ab Juli 1932 Kreisbetriebszellenobmann der NSBO und schließlich ab April 1933 stellvertretender Bürgermeister in Germersheim. Ab Oktober 1934 fungierte er als Kreiswalter der Deutschen Arbeitsfront (DAF) für Germersheim; später wechselte er als DAF-Kreisobmann nach Kaiserslautern.
Am 21. Februar 1935 zog Wüchner im Nachrückverfahren für den ausgeschiedenen Abgeordneten Ludwig Schickert in den nationalsozialistischen Reichstag ein, in dem er bis zum März 1936 den Wahlkreis 27 vertrat. Zwar kandidierte er im März 1936 und im April 1938 erneut für den Reichstag, erhielt aber kein Mandat mehr.
Wüchner geriet in der Schlussphase des Zweiten Weltkriegs in alliierte Gefangenschaft. Er starb am 5. Mai 1945 in der Prisoner of War Temporary Enclosure A-3 bei Bad Kreuznach, einem sogenannten Rheinwiesenlager, an den Folgen einer Verwundung.